# Гильдия актёров кино России
«Ги́льдия актёров кино́ Росси́и» — профессиональный союз актёров кино Российской Федерации.
Гильдия была создана 6 декабря 1988 года как «Гильдия актёров советского кино» (ГАСК). Ныне — Межрегиональная общественная организация Гильдия актёров кино России.
В 2000 году в состав Гильдии актёров кино России вошли Гильдия актёров кино Санкт-Петербурга и Гильдия актёров кино Республики Беларусь.
В 2008 году членами Гильдии актёров кино России являлись 1248 человек (из них 735 членов Союза кинематографистов Российской Федерации), в том числе 109 членов Гильдии киноактёров Санкт-Петербурга и 59 членов Гильдии киноактёров Республики Беларусь. 31 член российской Гильдии проживает в разных городах России, 9 членов — в Грузии и 7 членов — на Украине. Более 30 % членов Гильдии — актёры-инвалиды, вдовы актёров и актёры преклонного возраста.

## Президенты Гильдии
Президентами Гильдии актёров кино России в разные периоды её существования были:
- С 6 декабря 1988 года по 2000 год — Евгений Жариков
- С 2000 года по 2004 год — Сергей Жигунов[2]
- С 2005 года по 18 апреля 2008 года — Борис Галкин
- С 2014 года по настоящее время — Сергей Никоненко

## Правление
С 18 апреля 2008 года по настоящее время текущее руководство Гильдией осуществляет Правление Гильдии актёров кино России.
Состав Правления:
- Исполнительный директор — Валерия Гущина
- Первый вице-президент — Борис Токарев
- Вице-президент — Александр Голобородько

Члены Правления:
1. Александр Пашутин
2. Николай Чиндяйкин
3. Аристарх Ливанов
4. Людмила Чурсина
5. Валерий Николаев
6. Владимир Никитин
7. Ирина Шевчук
8. Тамара Сёмина
9. Евгений Стеблов

## Фестивали и премии
Гильдия проводит свои фестивали:
- Кинофестиваль «Бригантина» (кинофорум трёх стран: России, Украины, Белоруссии; проводился в Бердянске);
- Международный фестиваль актёров кино «Созвездие» (Россия);
- Открытый кинофестиваль «Золотой бриг» (Украина);
- Телевизионный фестиваль «Сполохи».

Гильдия также принимает участие в организации и проведении других российских и международных кинофестивалей:
- «Амурская осень» (Благовещенск);
- «Золотой листопад» (Минск);
- «Золотой минбар» (Казань);
- «Стожары» (Киев);
- «Отражение» (Зеленоград, Московская область).

Ежегодно Гильдия актёров кино России вручает свою премию «За выдающийся вклад в профессию», а также другие премии на различных кинофестивалях, например: Международном фестивале ВГИКа, Международном фестивале военно-патриотического кино «Форпост», Всероссийском кинофестивале актёров-режиссёров «Золотой Феникс».

## Благотворительная деятельность
Приоритетным направлением в деятельности Гильдии актёров кино России является социальная поддержка особо нуждающихся: актёров-инвалидов, их вдов, членов Гильдии преклонного возраста. Сегодня представители этих групп составляют в Гильдии более 30 %. Финансирование для решения соответствующих проблем осуществляется за счёт привлечения меценатов и спонсоров, пожертвований актёров — членов Гильдии.
Гильдия проводит благотворительные вечера с участием известных актёров в пользу детей-сирот, детских домов, малоимущих семьей. Гильдия также является организатором благотворительных выставок-продаж картин в пользу нуждающихся ветеранов кино и их семей.
Ежегодно ветераны Гильдии актёров кино России отдыхают в Доме творчества «Репино» и в пансионате Госфильмофонда.